# Nekrasovskij rajon
Il Nekrasovskij rajon (in russo Некрасовский район?) è un rajon dell'Oblast' di Jaroslavl', nella Russia europea; il capoluogo è Nekrasovskoe. Ricopre una superficie di 1.380 chilometri quadrati.